# Баской
Баской — упразднённый посёлок в Карасукском районе Новосибирской области. На момент упразднения входил в состав Благодатского сельсовета. Исключен из учётных данных в 1983 году.

## География
Посёлок располагался на правом берегу реки Карасук, в 4,5 км (по прямой) к западу от села Шилово-Курья.

## История
Решением Новосибирского облисполкома от 24.03.1983 г. № 191 посёлок исключен из учётных данных в связи с выездом населения.